# Stickle Ridge
Stickle Ridge (englisch für Widerborstiger Grat) ist ein bis zu 720 m hoher Gebirgskamm auf der westantarktischen James-Ross-Insel. Er ragt westlich der Saint Martha Cove auf.
Geologen des British Antarctic Survey untersuchten ihn zwischen 1985 und 1985. Das durch Verwitterung stachelige Vulkanitgestein gab dem Gebirgskamm seinen Namen.